# Mesoprionus
Mesoprionus is een kevergeslacht uit de familie van de boktorren (Cerambycidae). De wetenschappelijke naam van het geslacht werd voor het eerst geldig gepubliceerd in 1887 door Jakovlev.

## Soorten
Mesoprionus omvat de volgende soorten:
- Mesoprionus abaii Holzschuh, 2007
- Mesoprionus angustatus (Jakovlev, 1887)
- Mesoprionus asiaticus (Faldermann, 1837)
- Mesoprionus besikanus (Fairmaire, 1855)
- Mesoprionus consimilis (Holzschuh, 1981)
- Mesoprionus persicus (Redtenbacher, 1850)
- Mesoprionus petrovitzi (Holzschuh, 1981)
- Mesoprionus zarudnii (Semenov, 1933)